# غادة السراج
غادة السراج (23 يوليو 1973 -)، إعلامية كويتية. قدمت برامجها لصالح تلفزيون الكويت وأشهر ماقدمت برنامج بيتك.

## من البرامج الذي قدمتها
| اسم البرنامج       | على قناة       |
| ------------------ | -------------- |
| بيتك               | تلفزيون الكويت |
| مساء الخير يا كويت | تلفزيون الكويت |
| صباح الخير يا كويت | تلفزيون الكويت |

## روابط خارجية
- غادة السراج على موقع قاعدة بيانات الأفلام العربية